# Joan Aragó
Joan Aragó (en francès: Jean Arago; Estagell, Rosselló, 25 de maig del 1788 - Ciutat de Mèxic, 9 de juliol del 1836) va emigrar cap a l'Amèrica del Nord i esdevingué general de l'exèrcit de Mèxic. Combaté a la guerra d'independència contra Espanya.

## La família Aragó
Fill de l'alcalde local Francesc Bonaventura Aragó, era, per tant, un dels quatre germans Aragó:
- Francesc Aragó (François Arago, 1786 - 1853), científic, el més famós dels quatre
- Jaume Aragó (1799-1855) participà en el viatge d'exploració que Louis de Freycinet dugué a terme en l'Uranie entre 1817 i 1821; quan tornà del viatge, es dedicà al periodisme i a la literatura.
- Esteve Aragó (1802 - 1892) va escriure un gran nombre d'obres de teatre entre 1822 i 1847 i, segons es diu, va col·laborar amb Honoré de Balzac en l'escriptura de l'Héritière de Birague.

## Biografia
Com el seu pare, va ser caissier de la Monnaie (tresorer) a Perpinyà el 1815, però la Segona Restauració feu que se'l cessés i decidí embarcar-se cap a Nova Orleans.
Aprofitant el coneixement que havia adquirit de l'administració militar mentre era secretari del general Duhesme, es va posar al servei dels rebels mexicans: del 1816 al 1821 combaté en les seves files en la guerra d'independència contra Espanya. Fou successivament director general del cos d'enginyers, major general i governador d'algunes províncies. Participà en l'expedició que comandava Javier Mina i en fou un dels pocs supervivents. Havent-se distingit per la seva bravura i les seves capacitats militars, fou nomenat comandant en cap el 1818, després de la revolta del cos d'oficials en contra del pare Torres. El general Santa Ana li degué gran part dels seus primers èxits. Un cop vençudes les tropes de Ferran VII, li fou atorgat el rang de general i el nou govern el nomenà governador de diverses províncies.
El 1836, ja malalt d'hidropesia, Aragó participà en l'expedició contra la revolució de Texas. Els darrers dies de juny, però, tornà a Mèxic i hi morí poc després.